# Elin Blom
Elin Ulrika Emilia Blom, född 9 mars 1994 i Terjärv, Finland, är en finlandssvensk sångare som numera är bosatt i Stockholm. 
Blom var medlem i tjejbandet Sister Twister. Sister Twister har bland annat deltagit i Finlands uttagning till Eurovision Song Contest 2010 med låten "Love At First Sight", låten hamnade på en fjärdeplats i finalen. Blom och Sister Twister vann också Finlands uttagning till MGP Nordic 2007 där de framförde bidraget "Fröken perfekt".
Blom sökte till Idol 2010 i Stockholm. Hon tog sig vidare till slutaudition och därefter till kvalveckan. Hon uppträdde i det andra kvalprogrammet, men tog sig inte vidare till kvalfinalen med hjälp av tittarröster. I kvalfinalen blev hon juryns första wildcard, och därefter röstades hon vidare och blev en av de elva veckofinalisterna, och kom slutligen på sjätte plats.
Elin Blom är även producent och låtskrivare och har bland annat skrivit låtar för Adam Lambert. Förutom att sjunga spelar hon piano, gitarr och bas och har som musiker spelat med artister såsom Agnes och Thundermother. 
Som artist går Elin Blom numera under namnet FELIN. FELIN släppte sitt debutalbum Reckless Dreamers år 2019 och har uppträtt som förband till bland andra The Chainsmokers och samarbetat med Ola Salo. Som FELIN debuterade hon med singeln Revolt, som spelades flitigt på P3, och hon har sedan dess gjort flera spelningar runt om i Europa, som förband för bland annat The Chainsmokers och Royal Republic. FELIN har även samarbetat med artister såsom Ola Salo. Hon har hittills släppt två album, Reckless Dreamers och Heroes & Villains, och kommer släppa sitt tredje album Whatever våren 2024.